# Delegazione apostolica di Benevento
La delegazione apostolica di Benevento fu una suddivisione amministrativa dello Stato della Chiesa, istituita nel 1816 da papa Pio VII in seguito alla restaurazione post-napoleonica. Essa derivava dal preesistente principato di Benevento e costituiva un'exclave pontificia all’interno del territorio del Regno delle Due Sicilie, circondata in particolare dalla provincia del Principato Ultra.
Il territorio della delegazione comprendeva i comuni di Benevento, Bagnara, Montorsi, Perrillo (con la località di Maccoli), Sant'Angelo a Cupolo (con le sue frazioni di Motta, Panelli e Sciarra), San Leucio (con la località di Maccabei) e San Marco ai Monti. Complessivamente, la delegazione si estendeva su un territorio di circa 151 km².
La delegazione era classificata come delegazione di 3ª classe. Con la riforma amministrativa voluta da Pio IX il 22 novembre 1850, fu incorporata nella Legazione di Marittima e Campagna, corrispondente alla IV Legazione. A seguito dell’Unità d’Italia, il territorio dell’ex-delegazione pontificia divenne il nucleo originario della costituenda provincia di Benevento.

## Cronologia dei delegati apostolici
| Nº | Ritratto | Ritratto | Nome                                               | Inizio mandato  | Fine mandato     |
| -- | -------- | -------- | -------------------------------------------------- | --------------- | ---------------- |
| 1  |          |          | Fabrizio Turriozzi                                 | 1815            | 1815             |
| 2  |          |          | Luigi Bottiglia Savoulx                            | 1815            | 1815             |
| 3  |          |          | Giovanni Conversi                                  | 1816            | 1816             |
| 4  |          |          | Domenico Cattani                                   | 1817            | 1820             |
| 5  |          |          | Angelo Olivieri                                    | 1820            | 1821             |
| 6  |          |          | Paolo Mangelli Orsi                                | 1821            | 1823             |
| 7  |          |          | Luigi Amat di San Filippo e Sorso                  | 1823            | 1824             |
| 8  |          |          | Raffaele Marulli                                   | 1824            | 1826             |
| 9  |          |          | Camillo Ranuzzi                                    | 1826            | 1827             |
| 10 |          |          | Giovanni Folicaldi                                 | 1827            | 1828             |
| 11 |          |          | Gioacchino Provenzali                              | 1828            | 1830             |
| 12 |          |          | Giuseppe Santucci Fibietti                         | 1830            | 1834             |
| 13 |          |          | Enrico Orfei                                       | 1834            | 1838             |
| 14 |          |          | Vincenzo Gioacchino Pecci (futuro Papa Leone XIII) | marzo 1838      | luglio 1841      |
| 15 |          |          | Giuseppe Arborio Mella                             | luglio 1841     | gennaio 1844     |
| 16 |          |          | Carlo Belgrado                                     | 25 gennaio 1844 | 15 gennaio 1845  |
| 17 |          |          | Biagio Bucciosanti                                 | 1845            | 1849             |
| 18 |          |          | Pietro Gramiccia                                   | 1849            | 1852             |
| 19 |          |          | Giovanni Domenico Valentini                        | 1852            | 1854             |
| 20 |          |          | Crispino Gasparoli                                 | 1854            | 1856             |
| 21 |          |          | Odoardo Agnelli                                    | 1856            | 3 settembre 1860 |